# Svarstorpasjön
Svarstorpasjön är en sjö i Ydre kommun i Östergötland och ingår i Motala ströms huvudavrinningsområde. Sjön har en area på 0,303 kvadratkilometer och ligger 162 meter över havet. Sjön avvattnas av vattendraget Bulsjöån. Vid provfiske har bland annat abborre, gers, löja och mört fångats i sjön.

## Delavrinningsområde
Svarstorpasjön ingår i det delavrinningsområde (641259-147363) som SMHI kallar för Inloppet i Östersjön. Medelhöjden är 203 meter över havet och ytan är 30,24 kvadratkilometer. Räknas de 14 avrinningsområdena uppströms in blir den ackumulerade arean 425,94 kvadratkilometer. Bulsjöån som avvattnar avrinningsområdet har biflödesordning 3, vilket innebär att vattnet flödar genom totalt 3 vattendrag innan det når havet efter 192 kilometer. Avrinningsområdet består mestadels av skog (80 procent). Avrinningsområdet har 1,7 kvadratkilometer vattenytor vilket ger det en sjöprocent på 5,6 procent.

## Fisk
Vid provfiske har följande fisk fångats i sjön:
- Abborre
- Gärs
- Löja
- Mört
- Sutare
- Vimma